# Treatment of Intestinal Paralysis in Rabbits Observed Through an Experimental Abdominal Wall Window
|  | Denne artikel er oprettet af botten Steenthbot ud fra en ekstern database. Den kan derfor have sproglige fejl eller mangler. Denne skabelon kan fjernes efter kontrol af indholdet. |

Treatment of Intestinal Paralysis in Rabbits Observed Through an Experimental Abdominal Wall Window er en dansk undervisningsfilm fra 1954 instrueret af Edgard Schnor efter eget manuskript.

## Handling
Filmen er lavet til anvendelse ved universitetsundervisning og er fotograferet gennem et "vindue", indsat i bugvæggen på kaniner. Den viser de normale tarmbevægelser, tarmlammelse af forskellige årsager og disse lammelsers ophævelse ved intravenøs og intraperitoneal injektion af prostigmin og hypertonisk saltvand. Undersøgelserne er udført og filmen optaget på universitetets zoofysiologiske laboratorium.